# Salts al Campionat del Món de natació de 2013 – 3 metres trampolí masculí

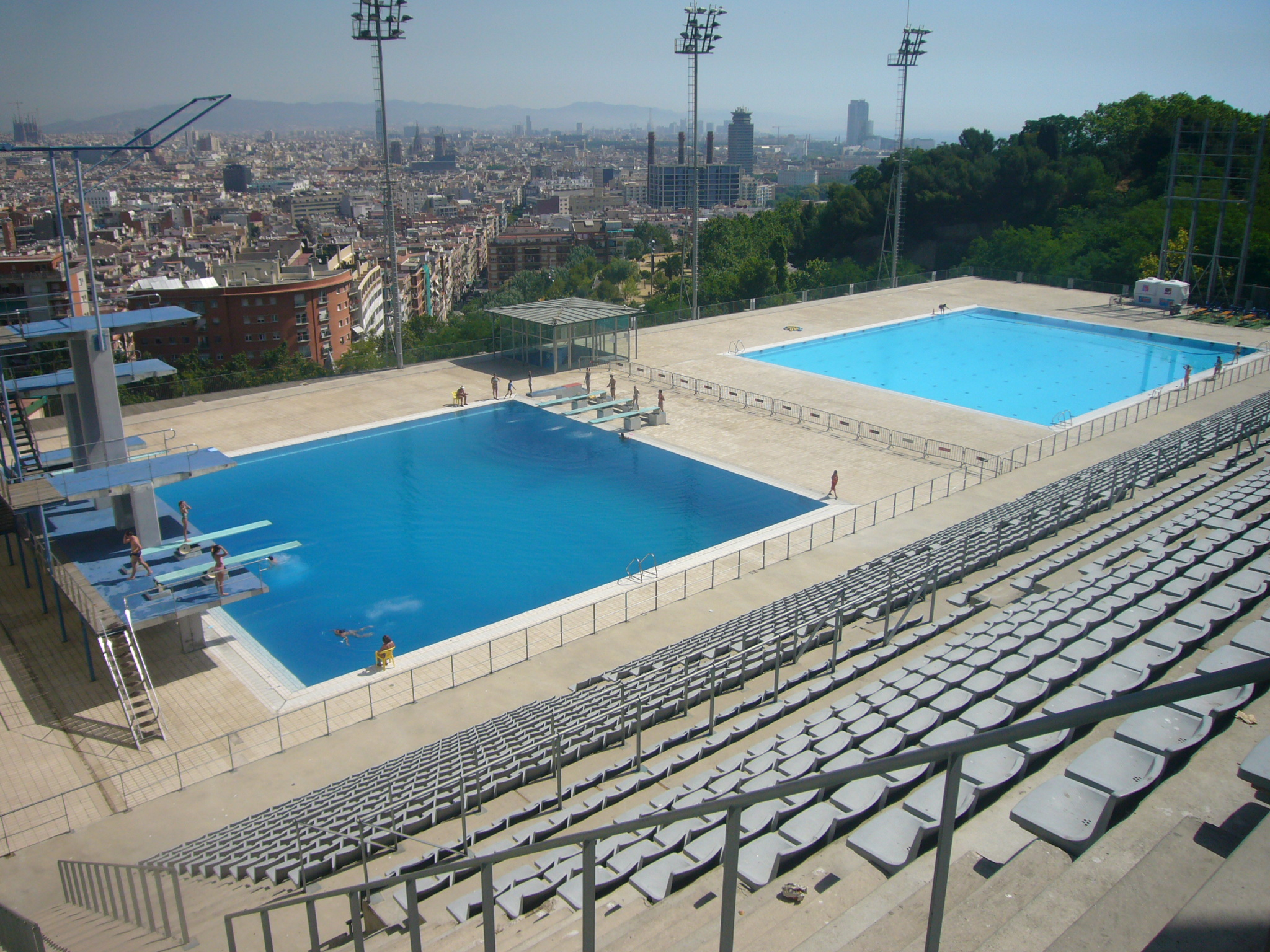
Piscina Municipal de Montjuïc, seu de la competició.

La prova de 3 metres trampolí es va disputar entre el 25 i el 26 de juliol de 2013 a la Piscina Municipal de Montjuïc de Barcelona. La preliminar i la semifinal es van celebrar el dia 25, i la final el dia 26.

## Resultats
Blau: Classificats per la semifinal
Verd: Classificats per la final
| Posició | Saltador               | País                 | Preliminar | Preliminar | Semifinal | Semifinal | Final  | Final   |
| Posició | Saltador               | País                 | Punts      | Posició    | Punts     | Posició   | Punts  | Posició |
| ------- | ---------------------- | -------------------- | ---------- | ---------- | --------- | --------- | ------ | ------- |
| 1       | He Chong               | R.P. de la Xina      | 421.85     | 6          | 483.15    | 2         | 544.95 | 1       |
| 2       | Evgeny Kuznetsov       | Rússia               | 419.40     | 8          | 476.00    | 3         | 508.00 | 2       |
| 3       | Yahel Castillo         | Mèxic                | 438.25     | 5          | 465.90    | 4         | 498.30 | 3       |
| 4       | Illya Kvasha           | Ucraïna              | 457.15     | 2          | 420.95    | 11        | 494.10 | 4       |
| 5       | Qin Kai                | R.P. de la Xina      | 417.50     | 9          | 493.65    | 1         | 473.25 | 5       |
| 6       | Javier Illana          | Espanya              | 439.70     | 4          | 434.45    | 8         | 468.15 | 6       |
| 7       | Patrick Hausding       | Alemanya             | 409.40     | 13         | 447.75    | 5         | 445.75 | 7       |
| 8       | Sho Sakai              | Japó                 | 421.75     | 7          | 416.10    | 12        | 433.40 | 8       |
| 9       | Constantin Blaha       | Àustria              | 385.00     | 18         | 438.50    | 7         | 429.45 | 9       |
| 10      | Oleksandr Gorshkovozov | Ucraïna              | 392.50     | 17         | 433.95    | 9         | 425.85 | 10      |
| 11      | Grant Nel              | Austràlia            | 416.40     | 10         | 440.05    | 6         | 420.75 | 11      |
| 12      | Kristian Ipsen         | Estats Units         | 413.90     | 12         | 427.55    | 10        | 413.35 | 12      |
| 13      | Stefanos Paparounas    | Grècia               | 407.40     | 14         | 414.50    | 13        | 34     | 13      |
| 14      | Ilya Zakharov          | Rússia               | 396.15     | 16         | 414.20    | 14        | 33     | 14      |
| 15      | César Castro           | Brasil               | 402.60     | 15         | 409.65    | 15        | 32     | 15      |
| 16      | Jack Laugher           | Regne Unit           | 471.85     | 1          | 405.10    | 16        | 31     | 16      |
| 17      | Yorick de Bruijn       | Països Baixos        | 414.70     | 11         | 390.05    | 17        | 30     | 17      |
| 18      | Stephan Feck           | Alemanya             | 440.90     | 3          | 361.35    | 18        | 29     | 18      |
| 19      | Tommaso Rinaldi        | Itàlia               | 383.95     | 19         | 28        | 19        | 28     | 19      |
| 20      | François Imbeau-Dulac  | Canadà               | 374.60     | 20         | 27        | 20        | 27     | 20      |
| 21      | Riley McCormick        | Canadà               | 374.50     | 21         | 26        | 21        | 26     | 21      |
| 22      | Kim Yeong-Nam          | Corea del Sud        | 373.20     | 22         | 25        | 22        | 25     | 22      |
| 23      | Chew Yi Wei            | Malàisia             | 368.75     | 23         | 24        | 23        | 24     | 23      |
| 24      | Xie Zhen               | Hong Kong            | 366.00     | 24         | 23        | 24        | 23     | 24      |
| 25      | Espen Valheim          | Noruega              | 364.85     | 25         | 22        | 25        | 22     | 25      |
| 26      | Rene Hernández         | Cuba                 | 364.30     | 26         | 21        | 26        | 21     | 26      |
| 27      | Andrzej Rzeszutek      | Polònia              | 358.25     | 27         | 20        | 27        | 20     | 27      |
| 28      | Michele Benedetti      | Itàlia               | 356.40     | 28         | 19        | 28        | 19     | 28      |
| 29      | Ooi Tze Liang          | Malàisia             | 354.45     | 29         | 18        | 29        | 18     | 29      |
| 30      | Sebastian Morales      | Colòmbia             | 351.40     | 30         | 17        | 30        | 17     | 30      |
| 31      | Chris Mears            | Regne Unit           | 348.15     | 31         | 16        | 31        | 16     | 31      |
| 32      | Daniel Islas           | Mèxic                | 347.15     | 32         | 15        | 32        | 15     | 32      |
| 33      | Espen Bergslien        | Noruega              | 340.05     | 33         | 14        | 33        | 14     | 33      |
| 34      | Yona Knight-Wisdom     | Jamaica              | 339.30     | 34         | 13        | 34        | 13     | 34      |
| 35      | Cho Kwan-Hoon          | Corea del Sud        | 337.05     | 35         | 12        | 35        | 12     | 35      |
| 36      | Yauheni Karaliou       | Belarús              | 335.80     | 36         | 11        | 36        | 11     | 36      |
| 37      | Vinko Paradzik         | Suècia               | 330.75     | 37         | 10        | 37        | 10     | 37      |
| 38      | Edickson Contreras     | Veneçuela            | 330.45     | 38         | 9         | 38        | 9      | 38      |
| 39      | Jorge Luis Pupo        | Cuba                 | 321.40     | 39         | 8         | 39        | 8      | 39      |
| 40      | Chola Chanturia        | Geòrgia              | 317.50     | 40         | 7         | 40        | 7      | 40      |
| 41      | Frandiel Gomez         | República Dominicana | 309.10     | 41         | 6         | 41        | 6      | 41      |
| 42      | Nicolás García         | Espanya              | 307.10     | 42         | 5         | 42        | 5      | 42      |
| 43      | Jesus Liranzo          | Veneçuela            | 292.95     | 43         | 4         | 43        | 4      | 43      |
| 44      | Abbas Abdulrahman      | Kuwait               | 289.45     | 44         | 3         | 44        | 3      | 44      |
| 45      | Akhmad Sukran Jamjami  | Indonèsia            | 225.35     | 45         | 2         | 45        | 2      | 45      |
| 46      | Argenis Alvarez        | República Dominicana | 200.75     | 46         | 1         | 46        | 1      | 46      |